# Platter (Oklahoma)
Pour les articles homonymes, voir Platter.
Platter est une census-designated place du comté de Bryan, dans l'État d'Oklahoma, aux États-Unis,. En 2020, elle compte une population de 159 habitants.